# Miguel Ángel Alonso
Miguel Ángel Alonso Oyarbide noto anche come Periko Alonso o Perico Alonso (Tolosa, 1º febbraio 1953) è un allenatore di calcio ed ex calciatore spagnolo, di ruolo centrocampista.

## Biografia
I suoi figli Mikel e Xabi Alonso sono anch'essi ex calciatori professionisti.

## Caratteristiche tecniche
Di ruolo centrocampista, nonostante la bassa statura era forte fisicamente. Si distingueva per l'intelligenza tattica, le qualità tecniche e la buona visione di gioco di cui disponeva.

## Carriera

### Club
Centrocampista difensivo, debuttò in Primera división con la Real Sociedad il 18 settembre 1977. Nonostante il debutto a 24 anni, Alonso si affermò subito come titolare inamovibile vincendo con la squadra basca due campionati (1981, 1982). Insieme a Luis Arconada, Jesús María Zamora, Roberto López Ufarte e Jesús María Satrústegui formò una delle migliori formazioni della storia della Real.
Durante la rassegna mondiale, Alonso fu acquistato per 70 milioni di Pesetas dal Barcellona. Con i blaugrana giocò tre stagioni vincendo una Coppa del Re e una Supercoppa di Spagna nel 1983 e un campionato nel 1985. Nei primi due anni il centrocampista giocò da titolare, ma con l'arrivo di Terry Venables sulla panchina catalana Alonso giocò pochissimo (solo due presenze nella sua ultima stagione al Barcellona).
Nel 1986 passò al Sabadell, squadra con cui concluse la carriera nel 1988.
Complessivamente Alonso conta in Primera División 241 presenze, impreziosite da 41 reti.

### Nazionale
Con la Spagna il calciatore giocò dal 1980 al 1982 20 partite, andando a segno in un'occasione.
Debuttò il 24 settembre 1980 contro l'Ungheria e partecipò, giocando da titolare, al campionato del mondo 1982.

### Allenatore
Appese le scarpette al chiodo, Alonso iniziò la carriera di allenatore con le giovanili del Tolosa CF. Dal 1989 al 1992 allenò il San Sebastián CF e dal 1993 al 1995 l'SD Beasain.
Nel 1995 fu preso dal Eibar, quindi nel 1998 ricevette la chiamata dell'Hércules.
Nel 2000 subentrò a Javier Clemente nella panchina della Real Sociedad alla settima giornata del campionato 2000-2001. Nelle dieci partite in cui sedette nella panchina basca, Alonso vinse solo una partita, pareggiandone due e perdendo le altre sette.

## Statistiche

### Cronologia presenze e reti in nazionale
| Cronologia completa delle presenze e delle reti in nazionale ― Spagna | Cronologia completa delle presenze e delle reti in nazionale ― Spagna | Cronologia completa delle presenze e delle reti in nazionale ― Spagna | Cronologia completa delle presenze e delle reti in nazionale ― Spagna | Cronologia completa delle presenze e delle reti in nazionale ― Spagna | Cronologia completa delle presenze e delle reti in nazionale ― Spagna | Cronologia completa delle presenze e delle reti in nazionale ― Spagna | Cronologia completa delle presenze e delle reti in nazionale ― Spagna |
| Data                                                                  | Città                                                                 | In casa                                                               | Risultato                                                             | Ospiti                                                                | Competizione                                                          | Reti                                                                  | Note                                                                  |
| --------------------------------------------------------------------- | --------------------------------------------------------------------- | --------------------------------------------------------------------- | --------------------------------------------------------------------- | --------------------------------------------------------------------- | --------------------------------------------------------------------- | --------------------------------------------------------------------- | --------------------------------------------------------------------- |
| 24-9-1980                                                             | Budapest                                                              | Ungheria                                                              | 2 – 2                                                                 | Spagna                                                                | Amichevole                                                            | -                                                                     |                                                                       |
| 15-10-1980                                                            | Lipsia                                                                | Germania Est                                                          | 0 – 0                                                                 | Spagna                                                                | Amichevole                                                            | -                                                                     |                                                                       |
| 12-11-1980                                                            | Barcellona                                                            | Spagna                                                                | 1 – 2                                                                 | Polonia                                                               | Amichevole                                                            | -                                                                     |                                                                       |
| 20-6-1981                                                             | Porto                                                                 | Portogallo                                                            | 2 – 0                                                                 | Spagna                                                                | Amichevole                                                            | -                                                                     | 69’                                                                   |
| 23-6-1981                                                             | Città del Messico                                                     | Messico                                                               | 1 – 3                                                                 | Spagna                                                                | Amichevole                                                            | -                                                                     | 57’                                                                   |
| 28-6-1981                                                             | Caracas                                                               | Venezuela                                                             | 1 – 3                                                                 | Spagna                                                                | Amichevole                                                            | -                                                                     |                                                                       |
| 2-7-1981                                                              | Bogotà                                                                | Colombia                                                              | 1 – 3                                                                 | Spagna                                                                | Amichevole                                                            | -                                                                     |                                                                       |
| 5-7-1981                                                              | Ñuñoa                                                                 | Cile                                                                  | 1 – 1                                                                 | Spagna                                                                | Amichevole                                                            | -                                                                     |                                                                       |
| 8-7-1981                                                              | Salvador                                                              | Brasile                                                               | 1 – 3                                                                 | Spagna                                                                | Amichevole                                                            | -                                                                     |                                                                       |
| 23-9-1981                                                             | Vienna                                                                | Austria                                                               | 0 – 0                                                                 | Spagna                                                                | Amichevole                                                            | -                                                                     |                                                                       |
| 14-10-1981                                                            | Valencia                                                              | Spagna                                                                | 3 – 0                                                                 | Lussemburgo                                                           | Amichevole                                                            | -                                                                     |                                                                       |
| 18-11-1981                                                            | Łódź                                                                  | Polonia                                                               | 2 – 3                                                                 | Spagna                                                                | Amichevole                                                            | 1                                                                     |                                                                       |
| 16-12-1981                                                            | Valencia                                                              | Spagna                                                                | 2 – 0                                                                 | Belgio                                                                | Amichevole                                                            | -                                                                     |                                                                       |
| 24-2-1982                                                             | Valencia                                                              | Spagna                                                                | 3 – 0                                                                 | Scozia                                                                | Amichevole                                                            | -                                                                     |                                                                       |
| 28-4-1982                                                             | Valencia                                                              | Spagna                                                                | 2 – 0                                                                 | Svizzera                                                              | Amichevole                                                            | -                                                                     |                                                                       |
| 16-6-1982                                                             | Valencia                                                              | Spagna                                                                | 1 – 1                                                                 | Honduras                                                              | Mondiali 1982 - 1º turno                                              | -                                                                     |                                                                       |
| 20-6-1982                                                             | Valencia                                                              | Spagna                                                                | 2 – 1                                                                 | Jugoslavia                                                            | Mondiali 1982 - 1º turno                                              | -                                                                     |                                                                       |
| 25-6-1982                                                             | Valencia                                                              | Spagna                                                                | 0 – 1                                                                 | Irlanda del Nord                                                      | Mondiali 1982 - 1º turno                                              | -                                                                     |                                                                       |
| 2-7-1982                                                              | Madrid                                                                | Spagna                                                                | 1 – 2                                                                 | Germania Ovest                                                        | Mondiali 1982 - 2º turno                                              | -                                                                     |                                                                       |
| 5-7-1982                                                              | Madrid                                                                | Spagna                                                                | 0 – 0                                                                 | Inghilterra                                                           | Mondiali 1982 - 2º turno                                              | -                                                                     |                                                                       |
| Totale                                                                |                                                                       | Presenze                                                              | 20                                                                    |                                                                       | Reti                                                                  | 1                                                                     |                                                                       |

## Palmarès

### Giocatore

#### Club
- Campionato spagnolo: 3

Real Sociedad: 1980-1981, 1981-1982
Barcellona: 1984-1985
- Coppa di Spagna: 1

Barcellona: 1982-1983
- Coppa della Liga: 1

Barcellona: 1982-1983
- Supercoppa di Spagna: 1

Barcellona: 1983